# シジネイ・レチェル・ダ・シウヴァ・ジュニオール
シジネイ・レチェル・ダ・シウヴァ・ジュニオール（Sidnei Rechel da Silva Júnior ,  1989年8月23日 - ）は、ブラジル・リオグランデ・ド・スル州アレグレテ出身のプロサッカー選手。セアラーSC所属。ポジションはDF。

## 来歴
2007年にSCインテルナシオナルでプロデビューし、同年のレコパ・スダメリカーナで優勝を経験。翌2008年7月24日にSLベンフィカと5年契約を締結。しかし、移籍後はトップチームに定着出来ず、あらゆるチームにローン移籍に出されるシーズンに終始した。
2014年9月1日、デポルティーボ・ラ・コルーニャにローン移籍で加入。2シーズンプレーした後、2016年7月31日にデポルティーボへの完全移籍が決定。12月5日のレアル・ソシエダ戦で、ラ・リーガ初ゴールを決めるなど、最終ラインで奮闘したものの、2017-18シーズンはリーガ18位に終わり、セグンダ・ディビシオン降格が決定した。
2018年8月2日、レアル・ベティスと4年契約を締結。12月9日のラーヨ・バジェカーノ戦では、後半21分に自らの約60mの独走ドリブルから、移籍後初ゴールを決めた。
2021年8月31日にベティスから退団することが発表された。
2022年7月7日、UDラス・パルマスにフリーで加入し、1年契約を結んだ。
2023年6月13日、ブラジルのセアラーSCにフリーで移籍した。